# Squamopleura
Squamopleura is een geslacht van keverslakken uit de familie van de Chitonidae.

## Soorten
- Squamopleura araucariana (Hedley, 1898)
- Squamopleura curtisiana (E. A. Smith, 1884)
- Squamopleura miles (Carpenter in Pilsbry, 1893)